# In My Bones (Lost Frequencies & David Kushner)
In My Bones is een nummer van de Belgische dj Lost Frequencies uit 2024, ingezongen door de Amerikaanse singer-songwriter David Kushner.

## Achtergrondinformatie
"In My Bones" is een deephousenummer dat gaat over onvoorwaardelijke liefde en steun. De boodschap van het nummer is dat ware verbinding verder gaat dan wat zichtbaar is, en dat begrip en empathie de basis vormen van een sterke relatie.
Het nummer bereikte geen hitlijsten in België, het thuisland van Lost Frequencies. Des te opvallender was dit wel het geval in Nederland, waar het de eerste positie bereikte in de Tipparade. Kushner had een jaar eerder een grote hit met Daylight, maar wist dat succes met "In My Bones" niet te overtreffen.

## Tracklijst
Muziekdownload
1. "In My Bones" - 2:36